# Inundación de la Ciudad de México en 1629
La inundación de la Ciudad de México en 1629 fue un evento ocurrido a partir del 21 de septiembre de ese año, causada por una fuerte lluvia que duró aproximadamente 40 horas y resultó en la inundación total de la ciudad. El nivel del agua alcanzó un poco más de dos metros y la ciudad permaneció inundada durante cinco años, desde septiembre de 1629 hasta 1634. 

«En la Ciudad de Tlatelolco y en los alrededores vivían 80 mil indios, 50 mil negros y mulatos y solo 16 mil españoles y criollos. Según estimaciones del arzobispo Manso y Zúñiga, murieron 30 mil indios, lo que representaba una pérdida devastadora del 35 al 40 por ciento de esa población».
Richard E. Boyer

Otros autores hablan de 20,000 familias de españoles que quedarían reducidas a 400. El virrey Rodrigo Pacheco y Osorio, III Marqués de Cerralbo, implementó varias medidas; no solo para aliviar la situación, sino para evitar que más personas dejaran la ciudad.

## Antecedentes

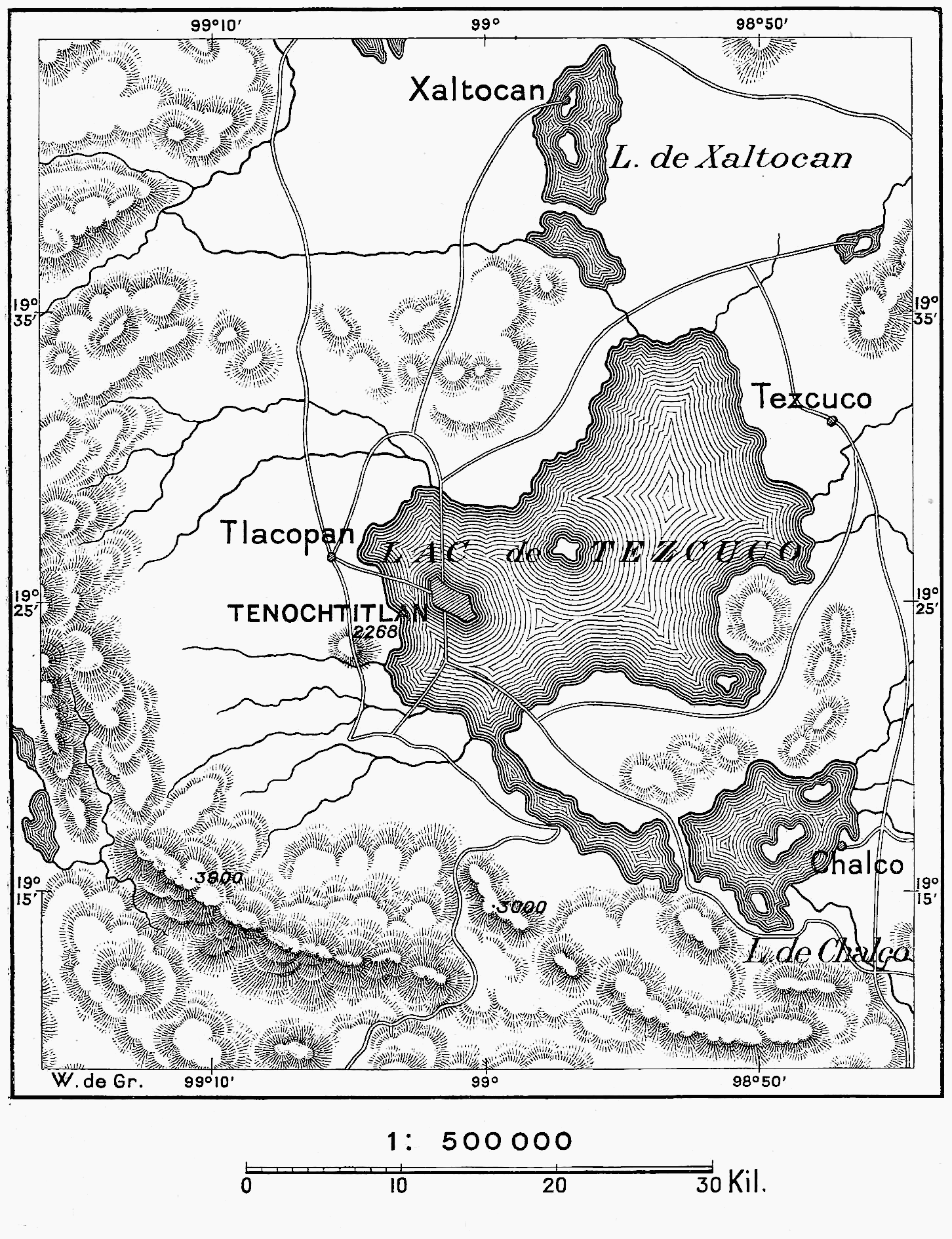
Tenochtitlán fue fundada en la parte más baja de la cuenca

Tenochtitlan fue fundada en la parte más baja de la cuenca de México por lo que su ubicación geográfica ha sido siempre la principal causa de su vulnerabilidad. Al verse enfrentados a recurrentes inundaciones, los mexicas desarrollaron sistemas para controlar la subida de las aguas como muros de contención y acueductos. Con los sistemas implementados fueron capaces no solo de abastecerse de agua limpia para su consumo sino que también pudieron evitar las inundaciones.
Los españoles, a pesar de conocer los problemas de hundimiento de suelo existentes en Tenochtitlan, decidieron establecer ahí la capital de la Nueva España por razones políticas. Sumado a la ubicación geográfica, hubo otros cambios que resultaron en la subida del nivel de las aguas: cambios medioambientales, deforestación y la expansión de cultivos que resultó en la erosión de la tierra. Todo esto contribuyó a que la ciudad se inundara en varias ocasiones.

## Línea del tiempo
- 1521: durante el sitio de Tenochtitlan, Cortés destruyó los diques de Nezahualcóyotl.[6]
- 1555: se presentó una inundación y los españoles construyeron un muro llamado Albarradón de San Lázaro.[7]
- 1604: fue la inundación más grande que se había presentado desde la caída de Tenochtitlán. Se dijo que el Albarradón de San Lázaro no pudo contener el agua ya que sus materiales fueron saqueados durante mucho tiempo y estaba destruido.[7]
- 1607: subió el nivel del agua del río Azcapotzalco y se inundó la ciudad. La inundación fue agravada por lluvias muy fuertes que ocurrieron los días siguientes.[7]

Después de estos sucesos, se aprobó la construcción del Tajo de Nochistongo para sacar el agua de la ciudad. El túnel tendría una longitud de 6,600 metros, ancho de 3.50 y altura de 4.50 metros.
- 1629: el 21 de septiembre, una fuerte lluvia, que llamaron “el diluvio de San Mateo”, se prolongó aproximadamente durante 40 horas y derrumbó el tajo de Nochistongo. La ciudad quedó bajo el agua que alcanzó un nivel superior a dos metros.

## Inundación de 1629
Cuando la lluvia empezó, Enrico Martínez le aconsejó al virrey Rodrigo Pacheco y Osorio cerrar la salida del desagüe de Huehuetoca, que estaba en construcción, para evitar que se destruyera. Cuando el virrey se dio cuenta de que esto solo estaba evitando que el agua saliera, ordenó destapar el desagüe, pero era demasiado tarde.
La ciudad quedó bajo el agua, muchas casas se derrumbaron, otras estaban inundadas y sus habitantes solo podían estar en el segundo piso.
Las condiciones insalubres, la carestía y enfermedad que siguieron a la inundación causaron la muerte de aproximadamente 30 000 personas en los siguientes años. La inundación también provocó que muchas personas emigraran de la ciudad y, en su mayoría, se asentaran en la ciudad de Puebla. El virrey quiso evitar que más personas se fueran y tomó varias medidas para brindar a las personas confianza y tranquilidad en que la situación mejoraría.

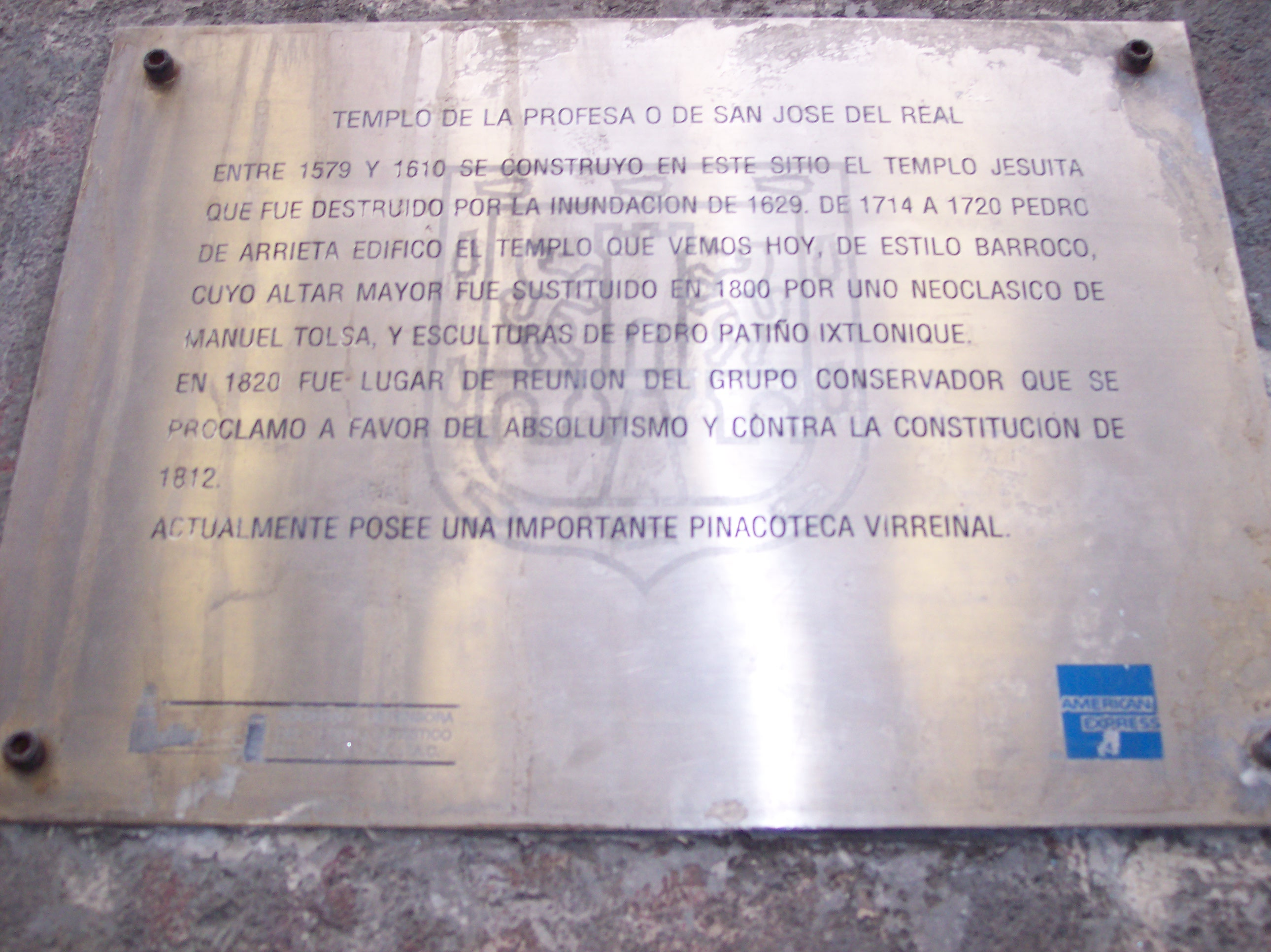
Placa informativa en La Profesa o Templo San Juan José del Real en la Ciudad de México.

### Medidas del Marqués de Cerralbo

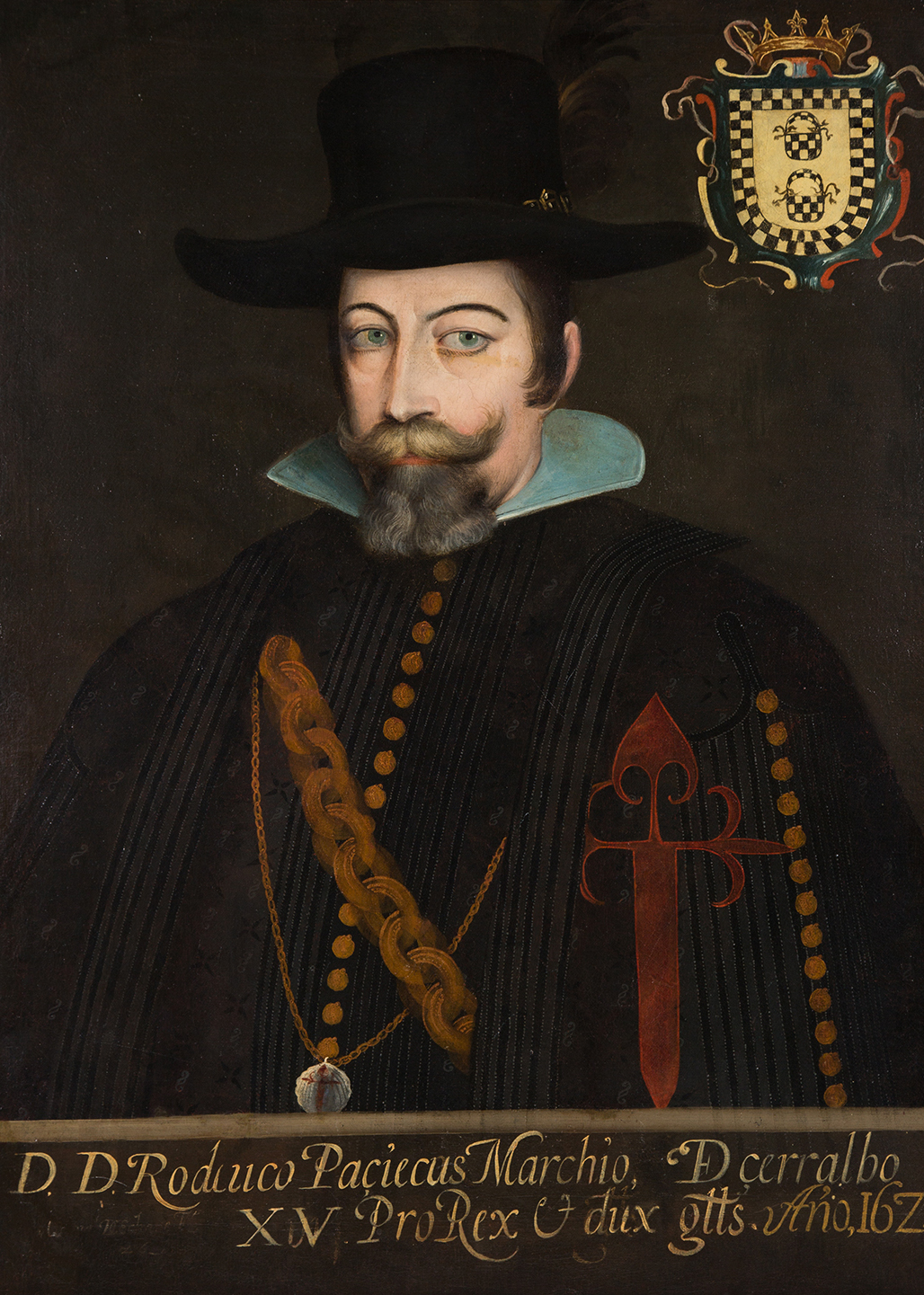
El virrey Rodrigo Pacheco y Osorio enfrentó el problema de la inundación y encontró la solución.

El virrey convocó una junta para decidir qué medidas se tomarían. Se decidió pedir un préstamo de 6,000 pesos que se destinarían a comprar y distribuir comida diariamente en los barrios más afectados. También se vendería comida a las personas que podían pagarla pero no tenían como transportarse.
Se construyeron una especie de puentes de madera para que fuera posible cruzar de un edificio a otro. También se usaron canoas para transportarse dentro de la ciudad. Para evitar que más casas se derrumbaran, se ordenó que cada propietario de una casa construyera una especie de barda, pegada a su pared para evitar que los cimientos se debilitaran.
Las medidas tomadas para aliviar la situación no eran suficientes, también era necesario sacar el agua de la ciudad. Para ello, el virrey ordenó que continuara la construcción del desagüe de Huehuetoca, el cual después de ser abierto quedó dañado por el agua.

### Religión
Existía la creencia de que las fuertes lluvias fueron un castigo a los pecados de la ciudad. Se aceptó que las misas se dieran en azoteas o balcones para que las personas pudieran escucharlas desde sus casas. En un hecho inédito, el 24 de septiembre, el arzobispo don Francisco Manso y Zúñiga permitió llevar en canoa la imagen de la Virgen de Guadalupe desde su Basílica hasta el centro de la ciudad.
Ante la situación que se vivía y la falta de una solución a corto plazo, el virrey planteó al ayuntamiento la opción de cambiar la sede de la capital a otra ciudad. Pero el ayuntamiento respondió que costaría más dinero cambiar la capital que lo que costaría reconstruirla. Se decidió que la única solución viable sería encontrar una forma de desagüe efectiva. en 1634 el fraile carmelita, arquitecto Andrés de San Miguel por encargo del virrey corrigió el tajo del desagüe de la Ciudad de México, que había construido Enrico Martínez, lo que permitió la salida del agua de la urbe y llevar a cabo su reconstrucción.